# 巌本善治
巌本 善治（いわもと よしはる、1863年7月30日（文久3年6月15日） - 1942年（昭和17年）10月6日）は、日本の女子教育家、演劇評論家。

## 生涯
但馬国出石藩（現・兵庫県豊岡市出石町）の儒臣・井上長忠の次男に生まれた。1868年（慶応4年）、母方の叔父で福本藩の家老格・巌本範治（琴城）の養子になった。1876年（明治9年）、上京して中村正直の同人社で、英語・漢文・自由主義などを学んだ。ミル、スペンサーなどの影響を受けた。
1880年（明治13年）、津田仙の学農社農学校へ進み、翌年から同社の『農業雑誌』に小論文を書いた。二宮尊徳の『報徳記』を愛読した。
1884年（明治17年）、下谷教会(現、日本基督教団豊島岡教会)で同郷の牧師・木村熊二より受洗した。同年、学農社を了え、『農業雑誌』の編集に携わり、『基督教新聞』に寄稿した。修正社から、近藤賢三と『女学新誌』を発行した。『女学』は、「女性の地位向上・権利伸張・幸福増進のための学問」を意味した。
1885年（明治18年）、修正社と齟齬して『女学新誌』を離れ、近藤を編集人とする『女学雑誌』を創刊し、月の舎主人・月の舎しのぶ・是空氏・みどり・もみぢ・かすみ他の筆名で毎号のように書いた。同年秋、木村熊二が、九段下牛ヶ渕（現・東京都千代田区飯田橋）に開いた明治女学校の、発起人に名を連ね、また、『基督教新聞』の主筆になった。1886年（明治19年）5月に近藤が急逝した後を受け『女学雑誌』の編集人となり、さらに8月に木村の妻で明治女学校取締役の鐙子が急逝した後を受けて1887年（明治20年）3月に明治女学校の教頭となり、実務を執った。6月、東京基督教婦人矯風会の『東京婦人矯風雑誌』の編集名義人になった。10月に発行した『木村鐙子小伝』の序を、故人の旧知で40歳年長の勝海舟に依頼しに行ったのを縁に、勝邸に頻繁に出入りするようになった。
フェリス女学院に講演に行って助教・若松賤子を知り、1889年（明治22年）、横浜海岸教会で結婚した。
明治22年（1889年）4月11日、「文学と自然」という題の論文を『女学雑誌』に寄稿。ラルフ・ワルド・エマーソンの影響を受け、「最上の文学は自然のままに自然を写したものである」と主張するも、これに森鴎外が『国民之友』5月11日号で反論、「イデーを通してこそ文学における美が現れる」と諭した。これに巌本は、「人間の性向は自然に習うものである」と応答するも、森はさらに反論を行う。論争は巌本の6月11日の再応答まで続いた。
1890年（明治23年）、発足した東京廃娼会の委員となり、各地に遊説した。星野天知と女学雑誌社から『女学生』を創刊した。キリスト教系の18の女学校の生徒に投稿させる雑誌だった。1892年（明治25年）、明治女学校の校長になった。
明治女学校で教え、『女学雑誌』に寄稿していた星野天知・北村透谷・島崎藤村・平田禿木ら浪漫主義者が、巌本の下では書き難くなり、1893年（明治26年）、『文学界』を創刊した。
教会や宣教師の経済的援助を受けなかったので、学校の経営は苦しかった。その上、1896年（明治29年）2月の失火で校舎・寄宿舎・教員住宅の大半を失い、前から肺を病んでいた妻の若松賤子が、その直後に没した。
1899年（明治32年）、勝海舟の死没直後、かねて『女学雑誌』誌に連載した座談を、『海舟余話』に纏めて刊行した。
学校再建の傍ら、宗教・政治の活動を続けたが、1903年（明治36年）末『女学雑誌』の編集人をやめ、1904年（明治37年）春、明治女学校の校主に退いた。
1905年（明治38年）、大日本海外教育会の構成員として押川方義と朝鮮へ渡った。ブラジル移民を扱う皇国移民会社に関わり、1907年（明治40年）には、ペルー移民を扱う明治殖民会社の中心人物となった。翌年ペルーに渡った。明治殖民会社は1908年に違法配耕事件を起こし、1909年に同社が取り扱った移民の送金に関して延着や不着の問題が表面化し、業務停止処分となり解散した。1912年（大正元年）、皇国移民会社の水野龍が興したコーヒーの直輸入会社カフェーパウリスタの創立に関わり、取締役となる。1916年（大正5年）、明治女学校の跡地に信託合資会社を設立した。1924年（大正13年）、日活の取締役になった。
プロテスタンティズムの警世家、女性啓蒙家として活動した巌本には、不名誉な噂が付いて回った。女癖が悪かった。若松賤子がそれを他言していた。明治女学校の生徒だった相馬黒光も巌本が教え子に手を出したことを非難し、自殺に追い込まれた犠牲者もいたことを実名を挙げて書いている。同じく卒業生の野上弥生子は晩年、自分の人生の腐植土になった三大出来事のひとつとして、巌本の失脚を挙げている。星野天知や平田禿木は詐欺的行為も犯したと書いている。失脚した巌本は「偽善の聖人」「偽善家」などと呼ばれた。こうした風説に対し巌本は沈黙を続けたが、島崎藤村は巌本をモデルにしたとされる短編『黄昏』を発表し、巌本に憧憬を抱いていた羽仁もと子は、巌本の信仰生活を「本気に神に仕えようとはしていなかった」と非難し、明治女学校は巌本の「女性問題」が起因して「魔の国へさらわれ」、同校を廃校（1909年）へと追いやったと、その責任を問うた。
1930年（昭和5年）、『海舟座談』を編集出版し、さらに1937年（昭和12年）、それを増補した。この年、林銑十郎の組閣に口を出した。自宅を「神政書院」と名付け、国家神道を説いた。『大日本は神国なり』との本に序文を書いた。
1942年（昭和17年）10月6日、豊島区西巣鴨の自宅で没した。墓は染井霊園にある。

## 親族
妻は若松賤子だが、早世したため、妻の妹みやが子供たちを育てた。
ヴァイオリニストの巌本真理は、米国留学後在日米国大使館に勤務した長男・荘民（まさひと）とアメリカ人女性・巌本マーグリート（来日後東京女子大学英語講師）の娘である。法学者の中野登美雄および英文学者の松浦嘉一はそれぞれ長女・清子（きよこ）、次女・民子（たみこ）の女婿である。息子（弟とも）の巌本捷治(そうじ、1885-1954)は東京音楽学校を出て、明治女学校の職員となり、1901年に創刊された『音楽之友』の主宰を務め、のちに松本楽器製造株式会社監査役となった。

## 著作

### 図書
- 『吾党之女子教育』明治女学校、1892年3月31日。NDLJP:808102。
  - 『吾党之女子教育』 第2巻、中嶌邦 監修、日本図書センター〈近代日本女子教育文献集 第1期〉、1983年11月。ISBN 4-8205-6853-1。
  - 『吾党之女子教育』 第2巻、中嶌邦 監修（新装版）、日本図書センター〈近代日本女子教育文献集 第1期〉、2002年6月。ISBN 4-8205-6855-8。
- 『教育学講義』女学雑誌社、1893年5月19日。NDLJP:808402。
- 進藤信義 編「一周忌日勝海舟先生を憶ふ」『先覚詞藻』鍾美堂、1901年10月、177-186頁。
- 日本文学研究資料刊行会 編「満州からの通信」『北村透谷』有精堂出版〈日本文学研究資料叢書〉、1972年。
- 「女学雑誌集 巌本善治 篇」『女学雑誌・文学界集』筑摩書房〈明治文学全集 32〉、1973年。 - 『女学雑誌』への掲載稿の一部が収録されている。

「小説論」82 - 84号、「文人記者の伉儷」94、95号、「理想之佳人」104 - 108号、「女学の解」111号、「小説家の着眼」154号、「国民之友第四十八号 文学と自然」159号、「此の大沙漠界に、一人の詩人あれよ」161号、「風流を論ず」210号、「婚姻論」273、275、277号、「非恋愛を非とす」276号（徳富蘇峰の「非恋愛」（『国民之友』125号）に対する反論。）
- 野村喬、藤木宏幸 編「演劇の改良」『演劇論』角川書店〈近代文学評論大系 9〉、1972年。

### 編著
- 巌本善治 編『木村鐙子小伝』女学雑誌社〈女学叢書〉、1887年10月。NDLJP:781292。 - 附：外山正一君手紙。
- 巌本善治 編『偉人物』女学雑誌社、1894年10月。NDLJP:754642。
- 巌本善治 編『高橋伝五郎』女学雑誌社、1895年1月15日。NDLJP:824843。
- Zenzi Iwamoto 編『In memory of Mrs. Kashi Iwamoto, with a collection of her English writings』Z.Iwamoto、Tokyo、1896年。
  - 巌本善治 編『In memory of Mrs. Kashi Iwamoto』山崎朋子 監修、大空社〈叢書女性論 1〉、1995年。ISBN 4-7568-0010-6。 - Reprint：Originally published：Yokohama：Yokohama Seishi Bunsha, 1896年.
- 巌本善治 編『海舟余波』勝海舟 述、女学雑誌社、1899年4月1日。NDLJP:781224。
  - 巌本善治 編『海舟座談』勝海舟 述、岩波書店〈岩波文庫 376-377〉、1930年7月15日。NDLJP:1186921。 - 勝＆巌本編(1899)の改訂。
  - 巌本善治 編『海舟座談』勝海舟 述（増補）、岩波書店〈岩波文庫 376-377〉、1937年9月1日。NDLJP:1184434。 - 勝＆巌本編(1930)の増補。
  - 巌本善治 編『海舟座談』勝海舟 述（新訂 勝部真長 校注）、岩波書店〈岩波文庫 青100-1〉、1983年2月16日。ISBN 4-00-331001-2。 - 勝＆巌本編(1937)の新訂。
  - 巌本善治 編『海舟座談』勝海舟 述（新訂 勝部真長 校注）、岩波書店〈ワイド版岩波文庫〉、1995年2月16日。ISBN 4-00-007161-0。 - 勝＆巌本編(1983)のワイド版。

### 校閲
- 高橋要亮『廃物利用』 一編、巌本善治 閲、経済雑誌社、1885年10月25日。NDLJP:845530。 - 表紙の書名：『経済秘法廃物利用 すたれ物用ゐ方』。
- 高橋要亮『廃物利用』 二編、巌本善治 閲、経済雑誌社、1886年11月。NDLJP:845529。 - 表紙の書名：『経済秘法廃物利用 すたれ物用ゐ方』。
  - 近藤賢三『廢物利用 經濟秘法 すたれ物用ゐ方』 初編、巖本善治 校閲（再版）、經濟雜誌社、1887年4月18日。NDLJP:1084032。

### 翻訳
- フランセス・キング・ケーレー『女の未来』巌本善治 訳、輿論社、1887年2月。NDLJP:798898。
- シェイクスピア 著「人肉質入裁判」、川戸道昭、榊原貴教 編『明治翻訳文学全集 新聞雑誌編 1（シェイクスピア集 1）』巌本善治 訳、大空社、1996年6月。ISBN 4-7568-0270-2。 - 『文学叢誌』1885年（明治18年）10月-11月の複製。『ヴェニスの商人』の翻訳。
- アンデルセン 著「不思議の新衣裳」、川戸道昭、榊原貴教 編『明治翻訳文学全集 新聞雑誌編 46（アンデルセン集）』大空社、1996年6月。ISBN 4-7568-0270-2。 - 『女学雑誌』1888年（明治21年）3月の複製。
- シェイクスピア 著「三人の姫」、川戸道昭、榊原貴教 編『明治翻訳文学全集 新聞雑誌編 2（シェイクスピア集 2）』大空社、1996年10月。ISBN 4-7568-0310-5。 - 『女学雑誌』1887年（明治20年）8月-9月の複製。